# جک کینگ (دوچرخه‌سوار)
جک کینگ (انگلیسی: Jack King؛ زادهٔ ۱۸۹۷) دوچرخه‌سوار اهل استرالیا است. وی در بازی‌های المپیک تابستانی ۱۹۲۰ شرکت کرده است.